# Bol'šesosnovskij rajon
Il Bol'šesosnovskij rajon (in russo Большесосновский район?) è un municipal'nyj rajon (муниципальный округ) del Territorio di Perm', in Russia; il capoluogo è il villaggio di Bol'šaja Sosnova.
Il fiume Siva è la principale arteria d'acqua del distretto.